# 에두아르트 폰 하르트만
카를 로베르트 에두아르트 폰 하르트만(Karl Robert Eduard Hartmann)은 독일 제국의 철학자이다.